# Darwin (Uruguai)
Darwin és un centre poblat de l'Uruguai, ubicat al nord del departament de Soriano. Té una població aproximada de 491 habitants, segons les dades del cens de 1996.
Es troba a 30 metres sobre el nivell del mar.
| 1963 | 1975 | 1985 | 1996 | 2004    |
| ---- | ---- | ---- | ---- | ------- |
| 443  | 502  | 513  | 491  | {{{5}}} |